# Olli Caldwell
Oliver (Olli) Caldwell (Hampshire, 11 juni 2002) is een Brits autocoureur. In 2022 maakte hij deel uit van de Alpine Academy, het opleidingsprogramma van het Formule 1-team van Alpine.

## Carrière
Caldwell begon zijn autosportcarrière in het karting in 2013. In 2016 maakte hij zijn debuut in het Ginetta Junior Championship, een toerwagenklasse voor jonge Britse coureurs, bij het team JHR Developments. Alhoewel hij slechts aan de helft van de raceweekenden deelnam, was een vijfde plaats op het Croft Circuit zijn beste klassering en werd hij met 105 punten negentiende in het kampioenschap.
In 2017 debuteerde Caldwell in de Formule 4, in zowel het Britse als het Italiaanse Formule 4-kampioenschap, waarin hij uitkwam voor respectievelijk Arden Motorsport en Mücke Motorsport. Aangezien hij nog niet de minimum leeftijd van vijftien jaar had bereikt, miste hij in beide kampioenschappen een aantal races. In het Britse kampioenschap reed hij in de laatste zes raceweekenden, waarin drie zevende plaatsen zijn beste klasseringen waren. Met 39 punten werd hij veertiende in het klassement. In het Italiaanse kampioenschap was een zesde plaats in de seizoensfinale op het Autodromo Nazionale Monza zijn beste resultaat en werd hij met 10 punten elfde in de eindstand. Ook nam hij deel aan twee raceweekenden van het ADAC Formule 4-kampioenschap voor Mücke, maar hij kon hier geen punten scoren aangezien hij meedeed als gastcoureur.
In 2018 reed Caldwell een volledig programma in zowel het Italiaanse als het ADAC Formule 4-kampioenschap bij het Prema Powerteam. In het Italiaanse kampioenschap won hij vier races; een op het Circuit Paul Ricard gevolgd door alle drie de races op het Autodromo Vallelunga. Hij stond op het podium in zeven andere races. Met 262 punten eindigde hij achter Enzo Fittipaldi en Leonardo Lorandi als derde in het klassement. In het ADAC-kampioenschap won hij een race op de Motorsport Arena Oschersleben en behaalde hij drie andere podiumplaatsen. Met 125 punten werd hij zevende in de eindstand.
In 2019 maakte Caldwell zijn Formule 3-debuut in het Formula Regional European Championship voor Prema. Hij won een race op het Autodromo Enzo e Dino Ferrari en stond in zes andere races op het podium. Met 213 punten werd hij vijfde in het kampioenschap. Aan het eind van het seizoen nam hij deel aan de Grand Prix van Macau voor het team van Trident, maar wist de race niet te finishen vanwege schade aan zijn voorvleugel en wiel.
In 2020 maakte Caldwell de overstap naar het FIA Formule 3-kampioenschap, waarin hij opnieuw voor Trident reed. Zijn beste klassering was een vijfde plaats op de Red Bull Ring. Met 18 punten werd hij zestiende in het eindklassement.
In 2021 bleef Caldwell actief in de FIA Formule 3, maar stapte hij over naar Prema Racing. In het eerste raceweekend op het Circuit de Barcelona-Catalunya behaalde hij zijn eerste overwinning in het kampioenschap, maar in de rest van het seizoen kwam hij niet verder dan drie andere podiumplaatsen. Met 93 punten eindigde hij op de achtste plaats in het kampioenschap. Aan het eind van dat jaar debuteerde hij in de Formule 2 bij het team Campos Racing tijdens de laatste twee raceweekenden op het Jeddah Corniche Circuit en het Yas Marina Circuit als vervanger van David Beckmann.
In 2022 debuteerde Caldwell als fulltime coureur in de Formule 2 bij Campos. Tevens werd hij opgenomen in de Alpine Academy, het opleidingsprogramma van het Formule 1-team van Alpine. Hij kende een moeilijk seizoen, waarin hij het weekend op het Circuit de Spa-Francorchamps moest missen omdat hij te veel strafpunten op zijn licentie had verzameld. Een zesde plaats op de Red Bull Ring was zijn beste resultaat. Met 12 punten eindigde hij op plaats 21 in het klassement.
In 2023 maakt Caldwell de overstap naar het FIA World Endurance Championship, waarin hij in de LMP2-klasse uitkomt voor het Alpine Elf Team. Hij deelt de auto met André Negrão en Memo Rojas. Tevens verliet hij de Alpine Academy.